# Pseudamnicola confinis
Pseudamnicola confinis is een slakkensoort uit de familie van de Hydrobiidae. De wetenschappelijke naam van de soort is voor het eerst geldig gepubliceerd in 1897 door Brancsik.